# Матвеев, Николай Васильевич (бурильщик)

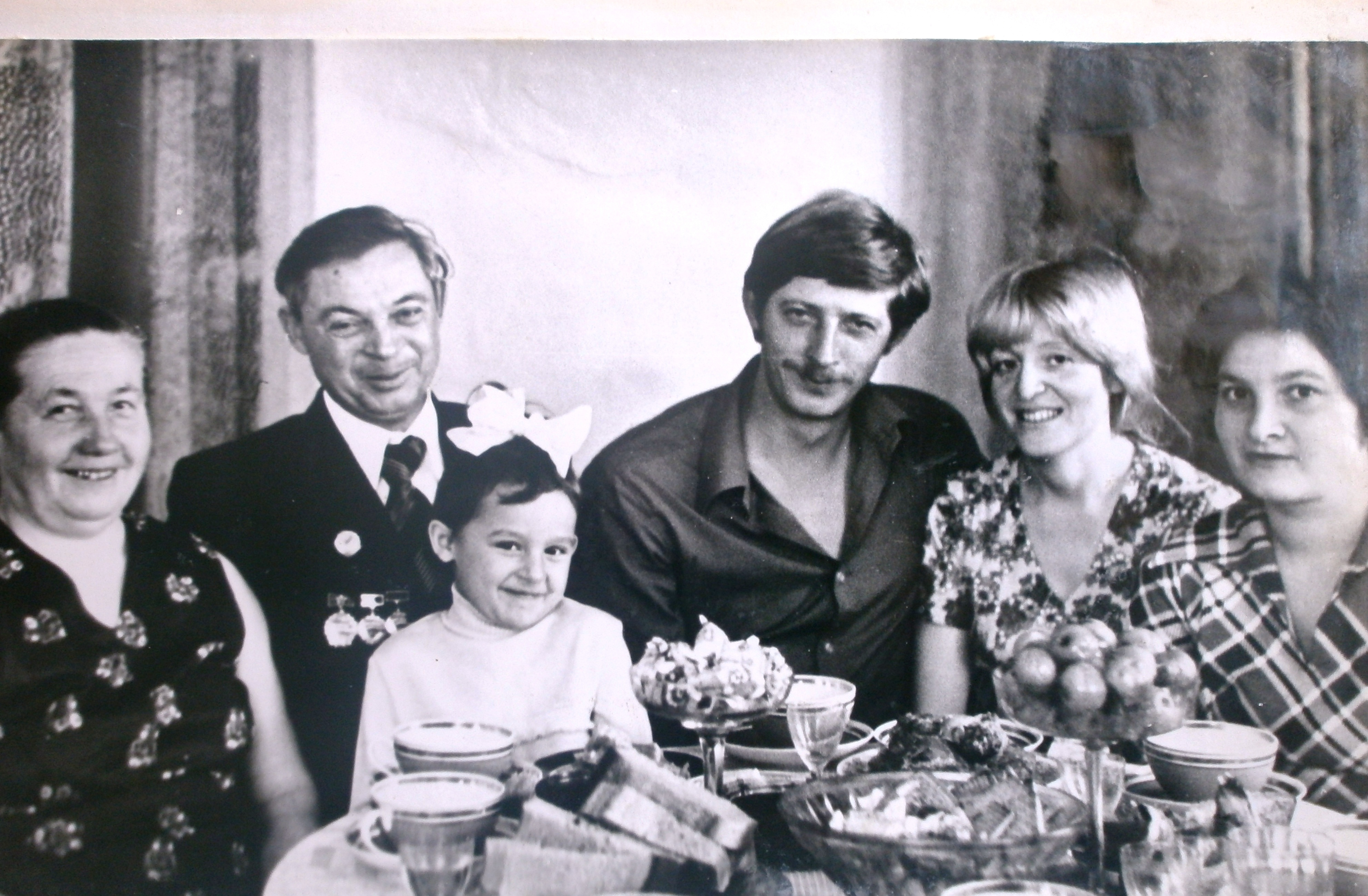
Николай Васильевич с семьёй

Никола́й Васи́льевич Матве́ев (22 октября 1929 — 12 августа 1985) — советский геолог, буровой мастер, лауреат Государственной премии СССР (1980).

## Биография
Родился 22 октября 1929 года в деревне Воздвиженка Уфимского кантона Башкирской АССР (ныне Архангельского района Башкортостана) в многодетной крестьянской семье.
В 1950 году женился на  Софье Филипповне Гординской (род. 1930), у них родилось трое детей: Василий, Сергей и Галина.
Отработав более двадцати лет бурильщиком в Башкирском производственном геологическом объединении, в 1972 году Н. В. Матвеев стал буровым мастером Баймакской геологоразведочной экспедиции.
Стабильная, высокая результативность в работе достигалась за счёт применения разработанным  Н. В. Матвеевым высокоэффективным методом бурения скважин на высоких скоростях вращения бурильного вала с применением легкосплавных бурильных труб. Когда из-за трещиноватости пород при проходке скважин нового участка пришлось перейти на бурение алмазными колонками, он применил гидроударники и, добившись успеха, передал свой опыт другим мастерам. В результате уже на следующий год по Башкирскому объединению проходка скважин гидроударным бурением увеличилась на 50 %. 
За выдающиеся достижения в труде, за высокую эффективность и качество работы на основе изыскания и использования внутренних резервов при бурении геологоразведочных скважин Николаю Васильевичу Матвееву, буровому мастеру Баймакской геологоразведочной экспедиции, была присуждена Государственная премия СССР 1980 года.  
Скончался после тяжёлой болезни в городе Баймаке Башкирской АССР 12 августа 1985 года на 56-м году жизни, передав своё дело старшему сыну Василию.

## Награды
- медаль «За доблестный труд. В ознаменовании 100-летия со дня рождения Владимира Ильича Ленина»
- медаль «Ветеран труда»
- Государственная премия СССР (1980)
- три знака «Победитель социалистического соревнования» (1974, 1976, 1978)
- знак «Ударник девятой пятилетки» (1975)
- знак «Ударник десятой пятилетки» (1980)
- значок «Отличник разведки недр» (1980)
- многочисленные грамоты